# Movimiento carismático
El movimiento carismático o neopentecostalismo es un movimiento de avivamiento religioso surgido en el interior de las iglesias históricas como los bautistas, metodistas, presbiterianas, episcopales, luteranas, católico romanas, católicos ortodoxos griegos. Se caracteriza por introducir prácticas y creencias del pentecostalismo, como la doctrina del bautismo en el Espíritu Santo y aspectos litúrgicos en sus respectivas iglesias y denominaciones, casi siempre sin abandonarlas del todo, y sin seguir completamente el pentecostalismo clásico. Debido a lo anterior, es considerada la rama más nueva del pentecostalismo, y al igual que en las iglesias pentecostales clásicas  que la preceden, sus miembros creen y buscan experimentar el bautismo en el Espíritu Santo.
Las iglesias neopentecostales surgieron a fines de la década de 1950. El término «movimiento carismático» fue introducido en 1962 por el ministro luterano Harald Bredesen.
De la veta católica de este movimiento surgió más tarde el movimiento denominado Renovación Carismática Católica.

## Historia
Este movimiento fue promovido por líderes y pastores a fines de los años 1940 y especialmente en los años 1950. Uno de sus principales líderes  fue el pastor sudafricano pentecostal David DuPlessis. Entre sus personas más influyentes en los Estados Unidos se encuentran los pastores luteranos Harald Bredesen y Larry Christenson, bautizados en el Espíritu Santo en 1946 y 1961, respectivamente, y el ministro episcopal Dennis Bennett, bautizado a su vez en 1960. Los tres permanecieron no obstante en sus propias denominaciones para impartir la doctrina pentecostal al interior de las mismas.

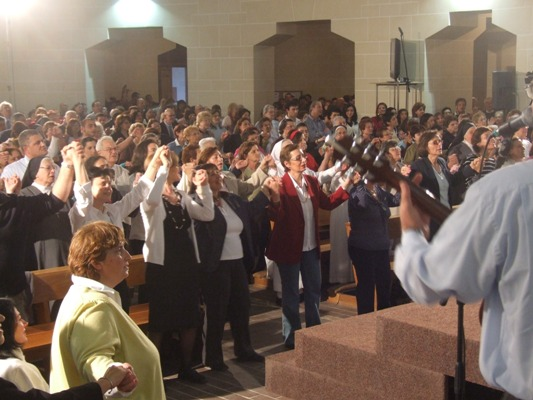
Renovación Carismática Católica.

Luego de los años 1960 y 1970, algunos carismáticos, al no sentirse acogidos por sus respectivas iglesias, comenzaron a fundar comunidades o iglesias carismáticas independientes.

## Creencias

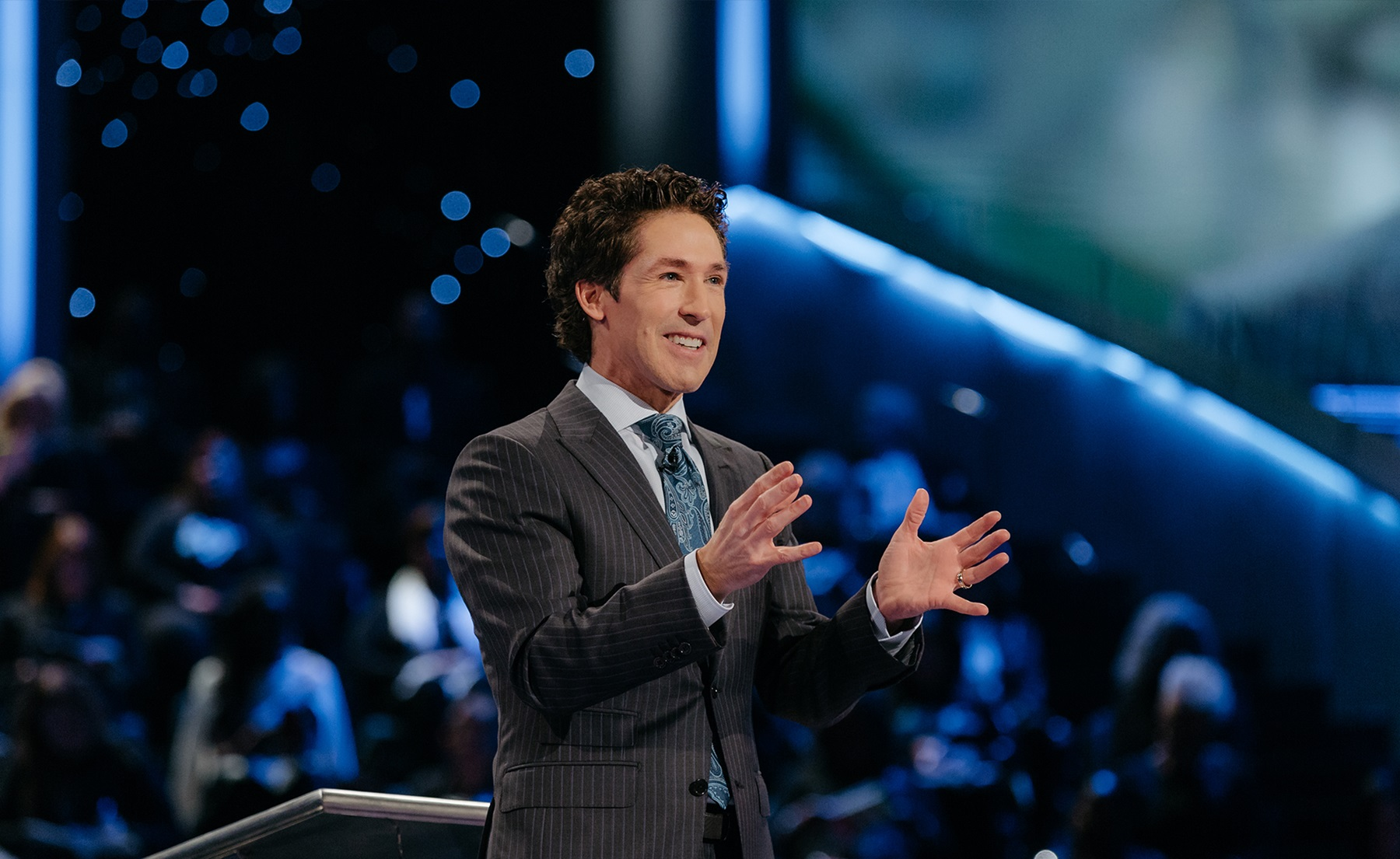
El pastor y telepredicador Joel Osteen, hijo de John Osteen, en la Iglesia Lakewood.

Al igual que en las demás ramas del pentecostalismo, las creencias y prácticas religiosas del movimiento carismático varían dependiendo de sus distintas organizaciones. Así, los carismáticos católicos, por ejemplo, realizan sus llamadas «misas de sanación», mientras que los anglicanos, sus «eucaristías carismáticas».[cita requerida]
Los neopentecostales o carismáticos no consideran, como los pentecostales clásicos, que la doctrina del bautismo en el Espíritu Santo sólo pueda manifestarse mediante el don de lenguas. Además, a esta doctrina ellos suelen llamarla «nueva efusión» (new outpouring) o «liberación» (release). También creen en la «fe expectante», una actitud hacia la fe más activa que la tradicional.
Algunas iglesias carismáticas independientes, por su parte, se rigen por una doctrina denominada «la palabra de fe», la cual es cuestionada por los demás movimientos pentecostales. Esta doctrina sostiene ideas como la «confesión positiva», «doctrina de fe» o «movimiento de fe», supuestamente creada por el ministro Kenneth E. Hagin, si bien algunos ministros evangélicos sostienen que se trata de un plagio del metafísico Essek William Kenyon. También contiene las ideas de la «presencia», «efusión» y «unción» del Espíritu Santo;[cita requerida] la «danza israelí»,[cita requerida] la «visión G12»,[cita requerida] la teología de la prosperidad y la «guerra espiritual».[cita requerida]

## Crítica
Este movimiento suele ser criticado por los movimientos precedentes debido a que algunas de sus ramas proponen nuevas doctrinas no amparadas en la Biblia, como lo es la búsqueda del dinero y éxito en los negocios, a través de la denominada teología de la prosperidad. También algunos han criticado sus liturgias, por considerarlas masivas, livianas y superficiales.

## Organizaciones religiosas
- Iglesia Lakewood - Estados Unidos
- Iglesia Hillsong - Australia
- El Rey Jesús - Estados Unidos

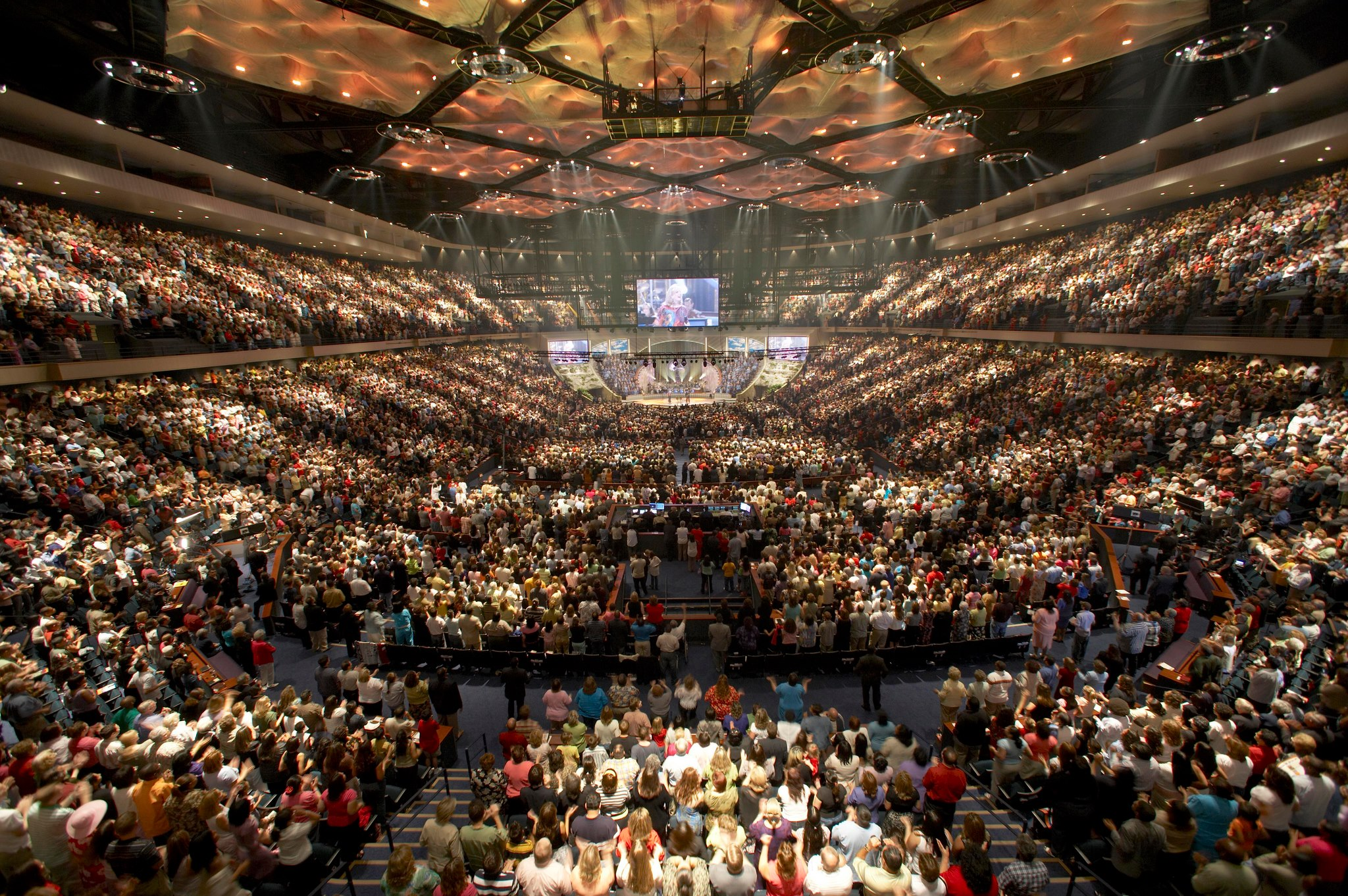
Servicio en la Iglesia Lakewood, sede principal de la congregación.

- El Lugar de Su Presencia - Colombia
- Misión Carismática Internacional - Colombia
- Iglesia de Dios Ministerial de Jesucristo Internacional - Colombia
- Centro Mundial de Avivamiento - Colombia
- Cruzada Estudiantil y Profesional de Colombia
- Iglesia Universal del Reino de Dios - Brasil
- Misión Panamericana de Colombia - Colombia
- Misión Carismática al Mundo - Colombia
- Comunidad Cristiana Integral - España
- Pueblo de Alabanza - Estados Unidos
- Mas Vida - México
- Iglesia Casa de Dios - Guatemala

Las comunidades renovadas en iglesias históricas son las siguientes:
- Renovación Carismática Católica
- Comunidad La Palabra de Dios